# Чиппева (округ, Миннесота)
Чи́ппева (англ. Chippewa County) — округ в штате Миннесота, США. Административный центр и крупнейший город — Монтевидео. По переписи 2000 года в округе проживают 13 088 человек. Площадь — 1522 км², из которых 1509,1 км² — суша, а 12,9 км² — вода. Плотность населения составляет 9 чел./км².

## История
Округ был основан в 1862 году.